# Cape Bickerton
Cape Bickerton är en udde i Antarktis. Den ligger i Östantarktis. Frankrike gör anspråk på området.
Terrängen inåt land är kuperad åt sydväst, men österut är den platt. Havet är nära Bickerton åt nordost. Trakten är obefolkad. Det finns inga samhällen i närheten.